# M5 (Metro Istanbul)

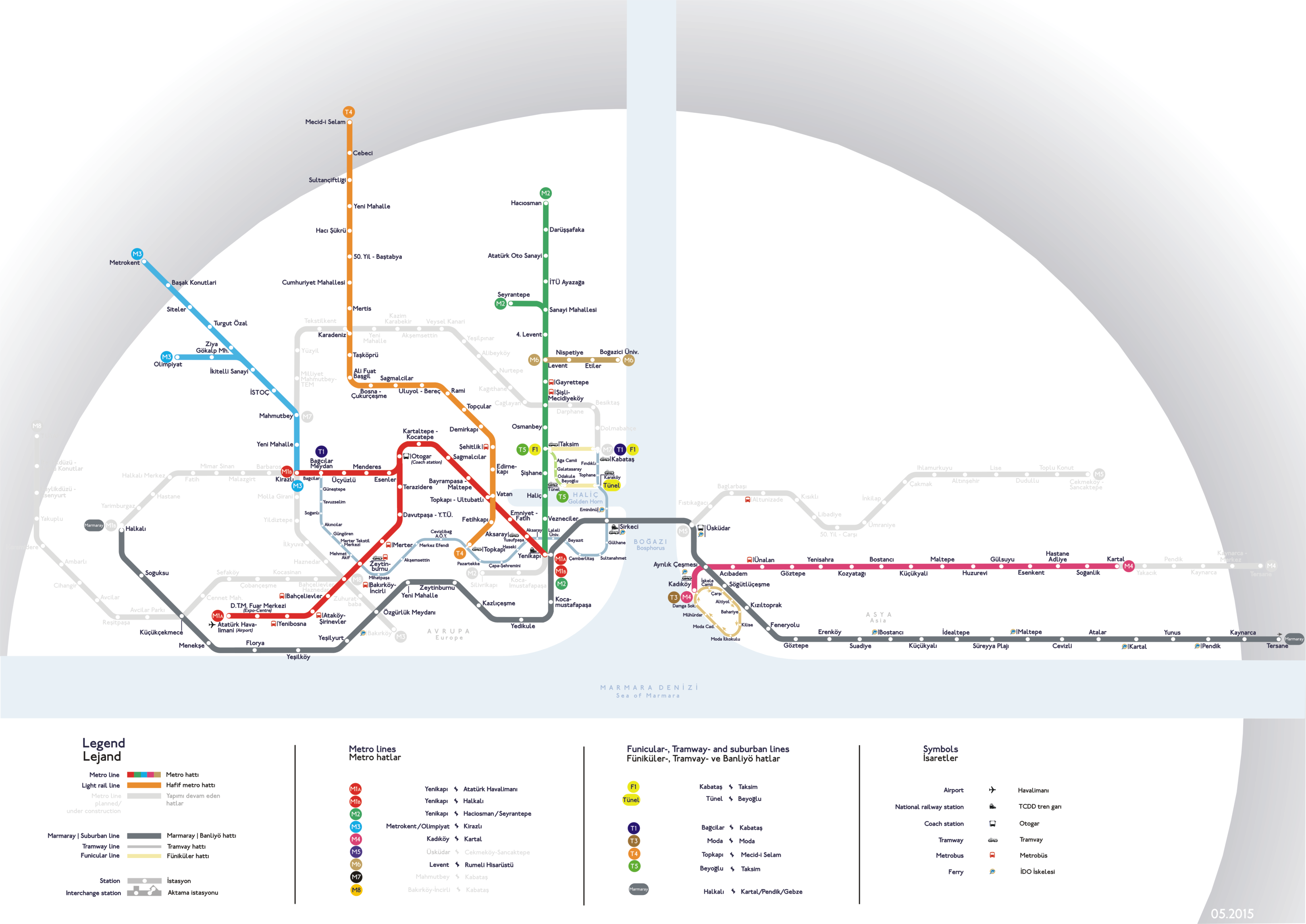
Metro Netz Istanbul: Die M5 erhält 2015 einen Anschluss an die S-Bahn-Verbindung unter dem Bosporus an der Station Üsküdar

Die Linie M5 ist eine Linie der Metro Istanbul.
Der erste Abschnitt der Linie wurde am 15. Dezember 2017 eröffnet. Nach der M4 ist die M5 die zweite U-Bahn-Linie auf der asiatischen Seite der Megastadt, kreuzt sich mit dieser aber nicht. Außerdem ist die M5 die erste ferngesteuerte U-Bahn der Türkei.

## Verlauf

Stationsplan der in Metrolinie M5 Üsküdar – Çekmeköy

Die M5 verläuft vom S-Bahnhof Üsküdar auf der asiatischen Seite Istanbuls in östlicher Richtung bis Çekmeköy-Sancaktepe. In Üsküdar kann dann in die Züge des Marmaray-S-Bahn-Systems umgestiegen werden, die in einem Tunnel unter dem Bosporus hindurch auf die europäische Seite der Stadt fährt. In Altunizade können die Passagiere außerdem in den ebenfalls Europa mit Asien verbindenden Metrobüs umsteigen.

## Bedeutung
Auf der asiatischen Seite Istanbuls erstreckt sich die Besiedlung vom Bosporus aus einerseits ostwärts und andererseits entlang der Küstenlinie südostwärts. Der südöstliche Teil ist durch die M4 bereits an das Metronetz und die Linien des S-Bahn-Netzes angeschlossen. In Richtung Osten fehlen dagegen noch Schnellbahnverbindungen, so dass der öffentliche Personenverkehr hier von Stadtbussen getragen wird, die die im Landesinneren liegenden Viertel mit Üsküdar an der Küste verbinden und den Anschluss zum Metrobüs herstellen.
Da viele Bürger auf der asiatischen Seite der Stadt leben, aber auf der europäischen Seite arbeiten, existiert ein großer Berufspendlerstrom in Ost-West-Richtung und zurück. Zurzeit wird dieser noch von Fähren und vom Individual- bzw. Busverkehr über die beiden Bosporusbrücken getragen.
Entlang der geplanten Route der M5 sind einige Großwohnsiedlungen entstanden, so dass hier mehrere hunderttausend Menschen wohnen. Die Verkehrsbedingungen für diese Bürger sollen mit der neuen Metrolinie verbessert werden.

## Baukosten
Für den Bau des von der Doğuş Construction Gruppe durchgeführten Großbauprojekts wurden 564 Millionen Euro veranschlagt, die von der öffentlichen Hand übernommen werden.

## Weblink
- Linie M4 auf metro.istanbul